# Classe Pjatidesjatiletie Komsomola
La classe Pjatidesjatiletie Komsomola (in russo Пятидесятилетие Комсомола - Cinquantenario del komsomol), progetto sovietico 1562, comprende 37 navi cargo costruite in Russia nel periodo dal 1968 al 1975, nei cantieri navali "Ždanov" (судостроительный завод имени Андрей Александрович Жданов) di Leningrado, fondati nel 1916 e oggi denominati Severnaja Verf (Северная Верфь).

## Unità
- Pyatidesyatiletie Komsomolets : entrata in servizio di navigazione nel 1968 - matricola:6910817 - dislocamento : 8.259 t -  stazza :5.950 t -  lunghezza : 130 m -  larghezza : 17,8 m - velocità : 16,5 nodi  - nome in cirillico: Пятидесятилетие Комсомолец -  traslitterazione in italiano : Pjatidesjatiletie Komsomolec - traslitterazione anglosassone d'uso internazionale: Pyatidesyatiletie Komsomolets - dal 1992 Alexander Perederiy -  dal 1995 Lady Iman. Demolita nel 1997.

- Donetskiy Komsomolets : entrata in servizio di navigazione nel 1969 - matricola:6916108 - dislocamento : 8.290 t - stazza : 6.329 t - lunghezza : 130 m - larghezza : 17,8 m - velocità : 16,5 nodi - nome in cirillico: Донецкий Комсомолец - traslitterazione in italiano:  Doneckij Komsomolec - traslitterazione d'uso internazionale: Donetskiy Komsomolets - dal 1995 Tahsin - dal 1998 Sarah Junior - dal 1999 Sari Doll - dal 2000 Darine - Demolita nel 2001.

- Donietskiy Shakhter : entrata in servizio di navigazione nel 1969 - matricola:6930518 - dislocamento : 8.390 t - stazza : 6.329 t  -  lunghezza  : 130 m  -  larghezza : 17,8 m - velocità : 15,5 nodi - nome in cirillico: 'Донецкий Шахтёр  -  traslitterazione in italiano: Doneckij Ščahtër - traslitterazione d'uso internazionale: Donietskiy Shakhter - dal 1996 Ashik - demolita nel 1998

- Donietsky Metallurg : entrata in servizio di navigazione nel 1969 - matricola:7003570

- Donietsky Himik : entrata in servizio di navigazione nel 1970 - matricola:7003568

- Odesskyi Komsomolets : entrata in servizio di navigazione nel 1970 - matricola:7038185

- Komsomolskaya Pravda : entrata in servizio di navigazione nel 1970 - matricola:7051230

- Smena : entrata in servizio di navigazione nel 1970 - matricola:7038173 - dislocamento : 8.100 - stazza : 5.923 - lunghezza 130 m - larghezza 17,8 m - velocità 16 nodi - nome in cirillico Смена - traslitterazione in italiano : Smena - traslitterazione d'uso internazionale Smena - affondata dopo una collisione il 13 novembre 1997.

- Komsomolets : entrata in servizio di navigazione nel 1970 - matricola:7102691 - dislocamento : 8.100 t - stazza : 5.923 t. - lunghezza : 130 m - larghezza : 17,8 m - velocità : 15,5 nodi - nome in cirillico: Комсомолец - traslitterazione in italiano : Komsomolec - traslitterazione d'uso internazionale: Komsomolets - dal 1996: Ashakrupa - demolita nel 1999.

- Staryy Bolshevik : entrata in servizio di navigazione nel 1970 - matricola:7051228

- Komsomolets Moldavii : entrata in servizio di navigazione nel 1970 - matricola:7109726

- Dimbovita : entrata in servizio di navigazione nel 1971 - matricola:7121451 - dislocamento : 8.230 t -stazza : 5.923 - lunghezza : 130 m - larghezza : 17,8 - velocità : 16 nodi - Affondata il 19 dicembre 1973 nel canale La Manica.

- Rabochaya Smena : entrata in servizio di navigazione nel 1971 - matricola:7114886

- Kapitan Lutikov : entrata in servizio di navigazione nel 1971 - matricola:7127390

- Zhdanovskiy Komsomolets : entrata in servizio di navigazione nel 1971 - matricola:7130050

- Komsomolets Nakhodki : entrata in servizio di navigazione nel 1971 - matricola:7204435 - dislocamento : 8.230 t - stazza : 5.923 t. - lunghezza : 130 m - larghezza : 17,8 m - velocità : 15,5 nodi - nome in cirillico: Комсомолец Находки - traslitterazione in italiano: Komsomolec Nachodki - traslitterazione d'uso internazionale: Komsomolets Nakhodki - affondata il 26 febbraio 1981 nelle coste giapponesi, 34 morti.

- Krasnoyarskiy Komsomolets : entrata in servizio di navigazione nel 1971 - matricola:7223156

- Salaj : entrata in servizio di navigazione nel 1972 - matricola:7225439 - dislocamento : 8.230 t - stazza - 5.923 t - lunghezza: 130 m - larghezza : 17,8 m - velocità : 16 nodi - demolita nel 2000

- Moskovskiy Komsomolets : entrata in servizio di navigazione nel 1972 - matricola:7232884 - dislocamento : 8.230 t - stazza : 5.923 t - lunghezza: 130 m - larghezza : 17,8 m - velocità 15 nodi - nome in cirillico: Московский Комсомолец - traslitterazione in italiano Moskovskij Komsomolec - traslitterazione d'uso internazionale Moskovskiy Komsomolets - demolita nel 1998

- Komsomolets Kalmykii : entrata in servizio di navigazione nel 1972 - matricola:7235044 - dislocamento : 8.230 t - stazza : 5.923 t - lunghezza : 130 m - larghezza : 17,8 m - velocità : 15,5 nodi - nome incirillico :Комсомолец Калмыкии - traslitterazione in italiano: Komsomolec Kalmykii - traslitterazione d'uso internazionale: Komsomolets Kalmykii - affondata il 31 dicembre 1974 a Capo Carbonara, 9 morti

- Komsomolets Ussuriyska : entrata in servizio di navigazione nel 1972 - matricola:7301130

- 50-Let SSSR : entrata in servizio di navigazione nel 1972 - matricola:7235612

- Komsomolets Spasska : eEntrata in servizio di navigazione nel 1972 - matricola:7233022

- Komsomolets Grusii : eEntrata in servizio di navigazione nel 1973 - matricola:7319096

- Nasaud : entrata in servizio di navigazione nel 1973 - matricola:7337517 - dislocamento : 8.290 - stazza : 5.893 - lunghezza : 130 m - larghezza : 17,8 m - velocità : 16 nodi - naufragata dopo avere strappato le ancore a Mukalla ( Yemen ), il 10 agosto 1999

- Bryanskiy Mashinostroitel : entrata in servizio di navigazione nel 1973 - matricola:7328011

- Komsomolets Armenii : entrata in servizio di navigazione nel 1973 - matricola:7329156

- Komsomolets Vladivostoka : entrata in servizio di navigazione nel 1973 - matricola:7337323

- Komsomolets Azerbaydzhana : entrata in servizio di navigazione nel 1973 - matricola:7337713

- Komsomolets Artema : entrata in servizio di navigazione nel 1974 - matricola:7409695

- Leninskiye Iskri : entrata in servizio di navigazione nel 1974 - matricola:7418581

- Komsomolets Rossii : entrata in servizio di navigazione nel 1974 - matricola:7327104 - dislocamento : 8.290 t - stazza : 5.893 t - lunghezza : 130 m - larghezza : 17,8 m - velocità : 16 nodi - nome in cirillico: Комсомолец России - traslitterato in italiano : Komsomolec Rossij - traslitterato d'uso internazionale: Komsomolets Rossii - dal 1998 Al Mansoor - demolita nel 2003

- Komsomolets Byelorusii : entrata in servizio di navigazione nel 1974 - matricola:7430773

- Komsomolets Adzharii : entrata in servizio di navigazione nel 1974 - matricola:7436571

- 30-Letiye Pobedy : entrata in servizio di navigazione nel 1975 - matricola:7517363 - dislocamento : 8.264 t - stazza : 5.893 t - lunghezza : 130 m - larghezza : 17,8 m - velocità : 15,5 nodi - nome alternativo con traslitterazione d'uso internazionale: Tridsatiletiye Pobedy - nome in cirillico 30-Летие Победи - traslitterato in italiano : 30-Letije Pobedi - demolita nel 1995

- Komsomolets Turkmenii : entrata in servizio di navigazione nel 1975 - matricola:7518276

- Komsomolets Kazahstana : entrata in servizio di navigazione nel 1975 - matricola:7518252